# Ždírec nad Doubravou (stacja kolejowa)
Ždírec nad Doubravou – stacja kolejowa w miejscowości Ždírec nad Doubravou, w kraju Wysoczyna, w Czechach Znajduje się na wysokości 560 m n.p.m.
Stacja jest wyposażona w poczekalnię, kasy biletowe, na których można zakupić bilety na pociągi krajowe i międzynarodowe oraz zarezerwować miejsce w pociągu.

## Linie kolejowe
- 238 Pardubice - Havlíčkův Brod